# 艾默生电气公司
艾默生电气公司（Emerson Electric Company）是一個重要的跨國公司，總部設在美國密蘇里州弗格森。 為世界500大的公司，製造產品和提供工業、商業和消費者市場廣泛的工程服務。2000年范大为（David N. Farr）当选公司首席执行官后，公司将名称简化为“Emerson”。
艾默生电气公司于1890年在美国密苏里州圣路易斯市成立，当时是一家电机和风扇制造商。現在艾默生是美國最大的企業集團之一。截止2012年，其拥有雇员135,000人，业务遍及全球150多个国家。全球目的地销售额，包括美国的出口额在内，在2012财年总计达到了144亿美元，占公司总销售额的59%。艾默生拥有235家生产设施，其中约160家是建立在美国以外的地区。

## 商業平台
艾默生組織根基於5個商業平台:
- Process Management （页面存档备份，存于）
- Industrial Automation （页面存档备份，存于）
- Network Power
- Climate Technologies
- Commercial & Residential Solutions businesses